# Сан-Марино на летних Олимпийских играх 2000
Сан-Марино принимало участие в Летних Олимпийских играх 2000 года в Сиднее, но не завоевало ни одной медали.

## Состав олимпийской сборной Сан-Марино

### Стрельба
Спортсменов — 1
После квалификации лучшие спортсмены по очкам проходили в финал, где продолжали с очками, набранными в квалификации. В некоторых дисциплинах квалификация не проводилась. Там спортсмены выявляли сильнейшего в один раунд.
Мужчины
| Спортсмен       | Соревнование | Квалификация | Место | Финал     | Место     | Всего | Место |
| --------------- | ------------ | ------------ | ----- | --------- | --------- | ----- | ----- |
| Франческо Амичи | Трап         | 106          | 32    | Не прошёл | Не прошёл | 106   | 32    |